# Élections législatives de 1908 en Australie-Occidentale
Les élections législatives de 1908 en Australie-Occidentale se sont déroulées le 11 septembre 1908 pour élire les 50 membres de l'Assemblée législative de l'Australie-Occidentale. Le 11 septembre était la journée de vote principale, mais cinq circonscriptions isolées ont voté plus tard, allant jusqu'au 23 octobre. Les Ministérialistes menés par Newton Moore qui gouvernaient avant les élections ont conservé le pouvoir. En effet, bien qu'ils aient perdu cinq sièges, ils ont conservé la majorité. De son côté, le Parti travailliste mené par Thomas Bath (en) a obtenu huit sièges de plus qu'aux élections précédentes, égalisant ainsi leur précédent record de nombre de sièges de 1904 (en). Pour la première fois de l'histoire, aucun député indépendant n'a été élu.

## Résultats
| Inscrits                 | Inscrits                 | Inscrits                 | 135 979   |             |                      |                      |
| Abstentions              | Abstentions              | Abstentions              | 60 124    | 44,22 %     |                      |                      |
| Votants                  | Votants                  | Votants                  | 75 855    | 55,78 %     |                      |                      |
|                          |                          |                          |           |             |                      |                      |
| Bulletins enregistrés    | Bulletins enregistrés    | Bulletins enregistrés    | 75 855    |             |                      |                      |
| Bulletins blancs ou nuls | Bulletins blancs ou nuls | Bulletins blancs ou nuls | 926       | 1,22 %      |                      |                      |
| Suffrages exprimés       | Suffrages exprimés       | Suffrages exprimés       | 74 929    | 98,78 %     | 50 sièges à pourvoir | 50 sièges à pourvoir |
|                          |                          |                          |           |             |                      |                      |
| Liste                    | Tête de liste            |                          | Suffrages | Pourcentage | Sièges acquis        | Var.                 |
| Ministérialiste          | Newton Moore             |                          | 46 169    | 61,62 %     | 28 / 50              | 5                    |
| Travailliste             | Thomas Bath (en)         |                          | 28 325    | 37,8 %      | 22 / 50              | 8                    |
| Travailliste indépendant | s.o.                     |                          | 435       | 0,58 %      | 0 / 50               | 1                    |